# Anime Insider
El Anime Insider fue una revista mensual publicada por Wizard Entertainment, que consiste en noticias y piezas de entretenimiento relativas a la subcultura del anime y el manga japonés. En su encarnación más temprana que se publicó a partir de otoño de 2001 hasta el otoño de 2002 como una serie de especiales trimestrales en el título de Invasión anime, luego se convirtió en una revista bimensual en noviembre de 2002, y pasó a llamarse Anime Insider en abril de 2003 la revista fue cambiado a un calendario de lanzamientos mensuales en julio de 2005, que mantuvo su ciclo actual hasta que dejó de publicarse en 2009.
El de venta Asistente promociona la revista como la "# 1 del anime y el manga en Estados Unidos" en circulación. Mientras que contiene características informativas, tales como entrevistas o informes exclusivos, artículos dedicados a la sátira o el humor a menudo eran también incluidos. Una característica de la marca en las publicaciones del Asistente, se añadieron burbujas de la palabra a las imágenes impresas. Con la desaparición de Newtype EE. UU. en febrero de 2008, fue citado como el Inglés-idioma de anime revista de mayor distribución y ventas a través de América del Norte.

## Historia
La revista comenzó en 2001 como una publicación especial de una sola vez bajo el nombre Anime invasión , pero pronto cambió su nombre para evitar la infracción de marca registrada con la marca de otra compañía. Anime Insider fue una revista trimestral durante sus primeros años, y con el tiempo se convirtió en un mes revista y se mantuvo en ese horario para la última mitad de sus ocho años de historia. La revista dejó caer su precio de portada en el invierno de 2007 a $ 4,99 para los EE. UU. y $ 5.99 para Canadá.
El 26 de marzo de 2009, se anunció que el Anime Insider estaría terminando su publicación después de correr durante 8 años. Rob Bricken, un exeditor de Anime Insider revista, escribió que Wizard Entertainment está terminando publicación del anime y el manga periódico norteamericano. La redacción ha sido despedido. [ 1 ]

## Contenido

### Noticias
La porción Noticias cubierto acontecimientos y tendencias en la industria del anime y el manga, así como la cobertura de los convenios. Columna Factual Próximamente consiste en anuncios de concesión de licencias y comunicados esperados, mientras que por los números incorpora cifras relativas a la cultura japonesa, videojuegos y el anime / manga titulares, y enumera Con Job próximas convenciones por ubicación y programación. Entretenimiento columnas dentro de esta sección incluyen la muerte del Mes (una muerte de un personaje de una serie seleccionada), Top Five (alabanza editores para algo relacionado con la cultura del anime), y gratuita Fanservice (un par elegido de personajes masculinos y femeninos diseñado para atraer a los aficionados debido a su apariencia).

### Contribución Material de los Lectores
Animail, una combinación de las palabras "anime" y "correo", había una sección dedicada a responder a las preguntas enviadas por los lectores. Los resultados de Anime Insider ' mensual web-poll s, comentarios de los lectores, y el arte del ventilador seleccionada se publican aquí.

### Características Anime
La función de AI Cinco resume en un popular título de anime que debutó en el país en ese mes, al sugerir las cinco principales razones por las que los espectadores disfrutar de esta serie en particular / OVA / película. En su flash en Japón segmento escrito por Andrez Bergen , una serie de anime que actualmente se emitía en los televisores en Japón fue perfilada por el público estadounidense, antes de la concesión de licencias en los EE. UU., con citas de los directores de los shows. El artículo de El último hombre era una historia de ficción que puso dos personajes de anime que son similares en naturaleza (antiguos. Ninjas) pero son de diferentes shows de unos contra otros en un tipo de partido imaginario.

### Manga Previsto
Cada mes, un nuevo título manga programado para ser lanzado en los Estados Unidos fue visto de antemano en Anime Insider , la publicación de un capítulo de un próximo volumen. Algunos manga incluido Trigun Maximum y Kashimashi: Chica conoce a chica . El 41 de manga preliminar fue Disgaea 2 .

### Secciones principales

#### DVD
Dedicado a la información sobre las ventas de DVD domésticos, esta sección tenía una lista de nuevos lanzamientos para ese mes. Segmentos recurrentes incluyen Lip Service (entrevistas con los actores de voz), del Este Huevo (extras en DVD japonés), Must See (nueva recomendación de liberación), libre del Swag (mercancía vendida con discos), y la unidad de disco (versiones japonesas).

#### Teatral
En esta sección se centra en estrenos de películas y el anime producidos-japonesa. Casting Call (sugerencias de actores que representan papeles de anime) es la columna recurrente para esta sección.

#### Manga
Ofreciendo una lista de comunicados de inglés y la publicación de noticias, el segmento incluido Cuál es la diferencia (comparación de los títulos en ambas formas de anime y manga), debe leer (nueva recomendación manga), y Read on Arrival (manga no está disponible en Inglés).

#### Televisión
Esta parte se concentró en el anime transmitido en la televisión en los países de habla inglesa y Japón. El Tune en Tokio (perfiles de anime de nuevo a Japón) pieza se encuentra aquí.

#### Música
Música incorporó Backstage Pass (perfil de un artista japonés), Face the Music (nuevos lanzamientos de bandas sonoras), y Pop Top (arriba-vender grabaciones musicales según Oricon , equivalente japonés de los Billboard gráficos).

#### Videojuegos
Videojuegos cubiertos ambos juegos y noticias japonesas y no japonesas en las consolas y los productores del juego. Columnas en videojuegos consisten en Continuar (noticias breves), debe jugar (nueva recomendación juego), y de importación (Informe juegos japoneses de anime relacionados o impares).

#### Stuff
La partida Stuff se utiliza para describir la porción en el anime mercancía, figuras de anime y juegos de cartas coleccionables. La única columna era Gracias Japón (productos relacionados con el anime divertidas de Japón).

#### J-Life
En esta sección se analiza el estilo de vida japonés y la cultura juvenil. Segmentos en los alimentos envasados comercialmente, bebidas, y otros productos fueron en comerlo, beberlo. Hot-spots interesantes y ocasionalmente localizaciones inusuales y viajar fueron perfilados por Tokio Corresponsal Andrez Bergen en Tokio de viaje, y las lecciones en japonés se dan en JPN101 .

### Otras secciones
Otras secciones incluyen From the Top (una columna editorial) y Parting Shot (una foto extraña de un evento / lugar en Japón).